# Protržení hráze odkaliště u Ajky
Protržení hráze odkaliště poblíž města Ajka a následné zaplavení několika sídel červeným kalem byla rozsáhlá ekologická havárie v Maďarsku, která se odehrála v říjnu roku 2010.
K protržení hráze odkaliště poblíž města Ajky došlo 4. října 2010 v odpoledních hodinách, kdy se ve 12:25 SELČ protrhla hráz kaliště hliníkárny Ajkai Timföldgyár společnosti MAL Magyar alumínium a silně zásaditý žíravý červený kal obsahující těžké kovy zaplavil několik sídel a zamořil vodní toky. Silně postižena byla vesnice Kolontár a město Devecser, katastrofa způsobila smrt 10 lidí včetně dětí, mnoho materiálních a ekologických škod a přes 130 lidí bylo chemicky popáleno nebo jinak zraněno, z toho 11 vážně. S pátráním po nezvěstných pomáhalo i 13 slovenských záchranářů ze Špeciálnej kynologickej záchrannej služby Slovakia, kvůli bahnu ale nakonec psy použít nemohli.

## Průběh a rozsah katastrofy

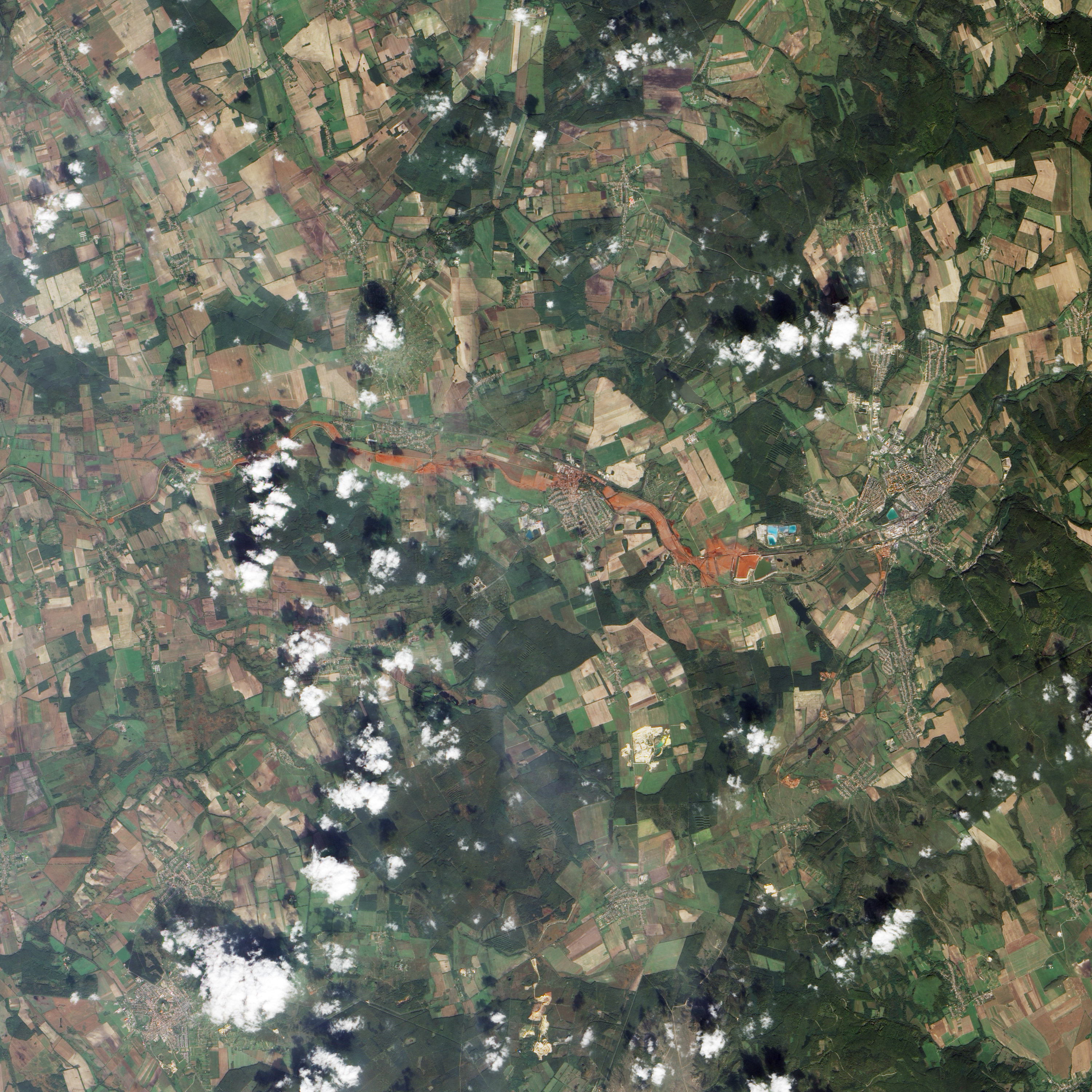
Snímek, který pořídila NASA 9. října 2010 ukazuje znečištění několik kilometrů na západ od hráze

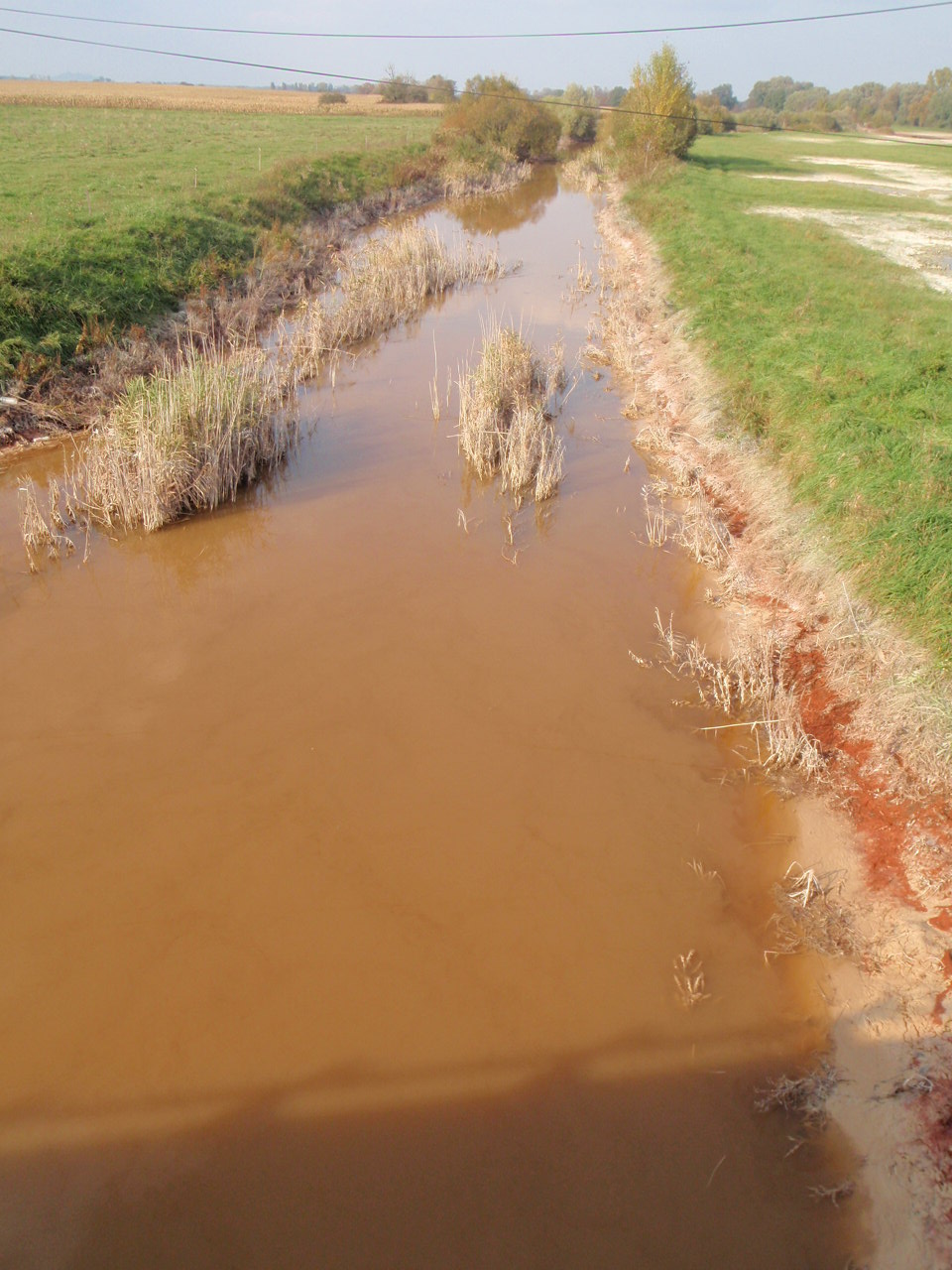
Řeka Marcal znečištěná kalem, v řece vymizel život

Z kaliště uniklo cca 700 tis. kubíků červeného kalu obsahujícího podle měření Greenpeace 110 mg/kg arzénu, 1,3 mg/kg rtuti a 660 mg/kg chromu, což jsou velmi vysoké hodnoty. Zaplavená oblast se odhaduje na 40 km². Místy vrstva bahna dosahovala až výše dvou metrů. Vláda v oblasti vyhlásila stav ohrožení.
Až dva metry vysoká vlna kalu, která vydávala podle svědků „ničivý a bublající hluk“, zničila v postižených obcích většinu domů a zahrad, vzala most, vyvracela stromy, převracela automobily. Některé z nich odnesla až dva kilometry daleko, stejně jako nábytek a další věci. Kal se dostal do řeky Marcal a do potoka Torna. V řece Marcal bylo naměřeno 6. října pH 12, což je hodnota neslučitelná se životem jakýchkoliv živočichů, v řece i v potoce zmizel veškerý život, na jejich březích ležely mrtvé ryby. Na 500 pracovníků krizového centra, vojáci a experti MAL se snažili snížit sádrovcem a octem pH v řece alespoň na 9, aby ochránili život v řekách Rába a Mošonský Dunaj, potažmo i Dunaj. Do Ráby a 7. října i do Dunaje se nakonec kal dostal, ale tam životní prostředí díky neutralizaci výrazně neohrozil, k neutralizaci bylo použito více než 300 tun látek. Situaci někteří lidé přirovnali ke katastrofě v Černobylu, zpočátku kolovaly informace o zvýšené radioaktivitě kalu a o obsahu kyanidu, které byly vzápětí ochranným výborem dementovány.
20. října už bylo v řece Marcal naměřeno pH už jen 9,5, ale za únosnou mez je považováno pH 8. Po několika dnech, kdy se objevovaly prudké deště, se 21. října dostalo červené bahno z okolních polí opět do potoka Torna, jeho voda byla opět červená.

## Sanace škod
Ministerstvo životního prostředí tvrdí, že původní hráz již nelze opravit a že se dříve nebo později celá severní stěna zřítí. To by mělo za následek vytečení dalších cca 500 tisíc kubíků kalu. Proto byla vybudována nová hráz, která má zachytit, případně zpomalit případný další tekoucí kal, který již bude hustší s menším obsahem vody a tudíž i pomalejší. Hráz je dlouhá cca 1500 metrů (o kilometr víc, než se počítalo v původních krizových plánech), v základně je široká 30 metrů a vysoká je čtyři metry. 9. října byl kvůli hrozbě dalšího protržení hráze evakuován Kolontár a obyvatelé Devecseru byli vyzváni, aby byli na případnou evakuaci připraveni. Obyvatelé se vrátili do domovů 15. října, až po dostavbě nové hráze. Přes 200 se jich ale podle Úřadu ochrany proti katastrofám rozhodlo nadobro přestěhovat, prázdných zůstalo asi 94 domů. Obyvatelé Kolontáru a dalších dvou vesnic, kteří o své domy zcela přišli, získají podle ministra vnitra náhradní bydlení.
Odstraňování škod bude trvat nejméně rok a bude stát asi miliardu korun, škody se odhadují na 1,7 mld. Kč. V celé oblasti bude muset být podle odhadů Ministerstva životního prostředí odtěžena dvoucentimetrová vrstva půdy. Později se objevily informace o zamoření až deseticentimetrové vrstvy půdy. Evropská unie prostřednictvím komisařky pro mezinárodní spolupráci, humanitární pomoc a krizové situace Kristaliny Georgievové oznámila, že EU poskytne Maďarsku stroje, vozidla a materiál potřebný k překonání následků neštěstí. S finanční pomocí při sanaci, kterou Maďarsko očekávalo, země počítat nemůže, protože katastrofu zavinilo lidské selhání a škody nepřesahují 0,6 procenta HDP. EU ale zvažuje poskytnutí finančních prostředků pro obecný rozvoj venkova a na projekty zaměřené na ochranu životního prostředí.
Existují obavy, že i přes skrývku kontaminované půdy se kal v zemině usadí a zpustoší tak zemědělské plochy. Další obavou je, že vítr rozfouká vysušený kal až do patnáctikilometrové vzdálenosti.

## Pozadí
Světový fond na ochranu přírody upozornil na leteckou fotografii společnosti Interspect z 11. června téhož roku, která ukazuje podle odborníků nevelký proud červené hmoty prosakující skrz ochrannou hráz. Šéf firmy Interspect Gábor Bakó prý fotografii poskytl ekologickým a univerzitním odborníkům, ale ti nereagovali. Policie nyní fotografii zkoumá, aby prošetřila, za jakých okolností ke katastrofě došlo. Hráz zkoumala necelé dva týdny před protržením také vládní agentura pro ochranu životního prostředí, ale nenalezla žádné vážné problémy. Ekologové v Maďarsku už delší dobu upozorňovali na špatné zajištění kaliště nejen v Ajce, to ale nebylo bráno na zřetel.

## Vyšetřování
V případu se ihned angažoval premiér Viktor Orbán. 11. října byl obviněn z nedbalosti generální ředitel firmy Magyar Allumínium Zoltán Bakonyi kvůli nevypracování mimořádného plánu pro krizové situace a posléze byl zatčen. Všechna obvinění ale soud označil za nepodložená a 13. října byl Bakonyi opět propuštěn. Později policie vyslýchala ještě další 3 lidi, kteří by mohli být za protržení zodpovědní. V současnosti jsou všichni stíhaní na svobodě, Bakonyi kvůli obvinění ze spáchání trestného činu veřejného ohrožování s následkem úmrtí několika osob a další představitelé společnosti MAL kvůli obvinění z činu veřejného ohrožování a poškození životního prostředí. Všem zablokoval soud ve městě Veszprém majetek.
Továrna byla po incidentu mimo provoz a je na dva roky pod nucenou správou státu. Politici jí chtěli co nejrychleji znovu otevřít, protože zaměstnává spoustu místních obyvatel. To odmítalo Greenpeace a požadovalo po vládě prověření bezpečnosti všech výrobních zařízení MAL mezinárodní nezávislou expertní komisí. Nakonec ale 19. října přece jen k otevření došlo a kal začal být odváděn do prozatím nevyužívané jímky. Hliníkárna oznámila, že obětem havárie vyplatí odškodné, během následujících pěti let by měly ze speciálně zřízeného fondu obdržet postupně 5,5 milionu eur.
Podle ministerstva životního prostředí hrozí společnosti MAL pokuty za poškození životního prostředí. To bylo dosud vyčísleno nejméně na sto milionů dolarů. Společnost MAL se dodatečně omluvila pozůstalým obětí a zraněným a uvedla, že je připravena zaplatit za vzniklé škody určitou kompenzaci úměrně své odpovědnosti, kterou ale podle svých vyjádření odmítá.
Společnost MAL tvrdí, že při privatizaci hliníkárny v roce 1997 jí stát zavázal aby na ochranu životního prostředí vyčlenili 3,6 miliard forintů a z této částky postavili desetikilometrovou ochrannou zeď, která měla zabránit pronikání červeného kalu do okolí a do spodních vod. Tento požadavek společnost označila za neodborný a postavení zdi označila za hlavní dílčí příčinu neštěstí. Postavená, do země zapuštěná ochranná zeď podle MAL vytvořila podzemní nádrž pod odkalištěm, kde se shromažďovala voda. Po několikadenním dešti předcházejícímu katastrofě se tak podloží nádrže stalo nestabilním a stěna odkaliště se v důsledku toho protrhla.

## Soudní proces
V lednu 2016 maďarský soud osvobodil všechny obžalované manažery z vedení hliníkárny, kteří byli podle prokuratury zodpovědní za protržení hráze a obžalováni ve věci veřejného ohrožování či způsobení ekologické katastrofy. Soudní verdikt není pravomocný, neboť prokuratura se proti rozsudku odvolala.

## Reakce ve světě

### Česká republika
V reakci na tuto havárii prověřili hasiči na popud ministra vnitra Radka Johna 45 vytipovaných odkališť v České republice. Do 20. října byly všechny kontroly vyhodnoceny a u žádného odkaliště nebyly shledány závady. V ČR už k podobnému incidentu došlo. V roce 1982 se protrhla hráz dnes již rekultivovaného odkaliště S - 4 sever neratovické chemičky Spolana ležící nedaleko od pravého břehu Labe. Do okolí uniklo cca 15 000 tun popílku. Šetření tehdy ukázalo, že protržení způsobil silný vítr, průleh hráze, vyšší akumulace vody a nedůsledné provádění technicko-bezpečnostního dohledu.

### Slovensko
Kontrola odkališť proběhla v reakci na neštěstí v Ajce také na Slovensku. Kontrola odhalila zvýšené riziko havárie na odkališti Slovinky, a to v případě abnormálních dešťů. Skládka ohrožuje některé okolní domy a také nedaleké město Krompachy, v případě protržení hráze by okolí zaplavily statisíce tun kalu s vysokým obsahem arsenu, a to až do třímetrové výšky. Slovenská republika chce situaci na tomto odkališti řešit s pomocí evropských fondů, majitel odkaliště je totiž v konkurzu a sanaci hráze tak nemůže uhradit.